# Ra to the Rescue
Ra to the Rescue (deutsch etwa: „Ra [kommt] zur Hilfe“) ist ein Jazzalbum von Sun Ra & His Solar Myth Arkestra. Die 1982 größtenteils im Squat Theater, New York City entstandenen Aufnahmen erschienen 1983 auf El Saturn Records. 2014 wurde das Album einer um vier Tracks erweiterten Fassung bei Enterplanetary Koncepts wiederveröffentlicht.

## Hintergrund
Die Tracks auf Ra to the Rescue wurden über mehrere Jahre hinweg an mehreren Orten aufgenommen. Einige wurden im New Yorker Squat Theatre aufgenommen, das von ungarischen politischen Dissidenten gegründet wurde und in einer engen Ladenfront in der 256 West 23rd Street untergebracht war. Von 1979 bis 1982 trat das Arkestra regelmäßig im Squat auf; eine unbekannte Anzahl von Aufführungen der Band wurde aufgenommen, einige davon, etwa Dance of Innocent Passion, kommerziell veröffentlicht.
„Ra to the Rescue (Chapter 1)“ ist ein Solo des Bandleaders am Synthesizer. In „Ra to the Rescue (Chapter 2)“ wird Marshall Allen herausgestellt; dann wechselt der Mitschnitt zu einem Arrangement von „Fate in a Pleasant Mood“, bei dem die Texte weggelassen wurden, stattdessen „la-la-la“-Vocalese und Händeklatschen dargeboten wurden. Die zweite Seite des Albums geht in Richtung Blues; „When Lights Are Dark“ wird nur mit Bass- und Schlagzeugbegleitung gespielt. „They Plan to Leave“ beginnt mit einem bluesigen Piano-Intro, dann singen June Tyson und John Gilmore, bevor Ra dann die Gesangsführung übernimmt („Sie planen, das Weiße Haus bald auf den Mond zu bringen! und den Kreml auf einen Satelliten!“). Das Album endet mit „Back Alley Blues“, einem Gospel-Blues-Stampfer. Es sei klanglich ziemlich gut aufgenommen, obwohl einige der Tracks ausgeblendet oder etwas abrupt bearbeitet wurden, notierte Sean Westergaard.
Ra to the Rescue wurde 1983 in begrenzten Mengen als LP gepresst, aber einige der Tracks wurden in späteren Jahren mit anderen Tracks auf den Alben When Spaceships Appear, Cosmo-Party Blues, Somewhere There und Children of the Sun neu aufgelegt. Jedes Mal, wenn die Band auf Tour ging (was oft vorkam), brauchte das Arkestra Produkte, die sie auf Konzerten verkaufen konnten, notierte Irwin Chusid in den Liner Notes der Neuausgabe 2014. Anstatt bestehende Alben neu zu pressen, hatte Sun Ra eine Vorliebe dafür, den Katalog mit neuem Material aktuell zu gestalten, selbst wenn es mit zuvor veröffentlichtem Material konfrontiert wurde.
Die Ursprünge der verbleibenden Tracks auf der Neuausgabe von Ra to the Rescue bleiben spekulativ. Robert Campbell bezeichnet sie in seinem Buch The Earthling Recordings of Sun Ra (2. Auflage) als „Kleinigkeiten aus verschiedenen Konzerten [1984 oder 1985], die von Arkestra-Mitgliedern aufgezeichnet worden waren“. Michael D. Anderson vom Sun Ra Music Archive zufolge wurden sie 1984 von Regisseur Frank Cassenti für seinen Dokumentarfilm Mystery, Mr. Ra bei zwei Pariser Konzerten aufgenommen: eines beim Pariser Jazzfestival, das andere im Jazzclub New Morning.

## Titelliste
- Sun Ra: Ra to the Rescue (El Saturn Records Saturn IX/1983-220)[2]

A1 Ra to the Rescue (Chapter 1)

A2 Ra to the Rescue (Chapter 2)

A3 Fate in a Pleasant Mood

B1 When Lights Are Dark

B2 They Plan to Leave

B3 Back Alley Blues

- Sun Ra: Ra to the Rescue (Enterplanetary Koncepts)

1. Mystery, Mr. Ra (Previously Unreleased) 3:06
2. When Spaceships Appear—Ra to the Rescue, Ch. 1 (a.k.a. Thoth) 5:20
3. Back Alley Blues (a.k.a. Fragile Emotion Blues, a.k.a. Blues Tomorrow) 3:48
4. Drummerlistics 2:48
5. Children of the Sun 4:28
6. Cosmo-Party Blues 4:38
7. Space Shuttle—Ra to the Rescue, Ch. 2 (a.k.a. The Alter Destiny) 4:17
8. Fate in a Pleasant Mood 8:42
9. They Plan to Leave (a.k.a. They Plan to Go Somewhere There) 6:07
10. When Lights are Dark (a.k.a. Back Alley Blues, a.k.a. Blues Mr. Ra) 4:36

Die Kompositionen stammen von Sun Ra.

## Rezeption
Sean Westergaard verlieh dem Album in Allmusic drei Sterne und schrieb, Ra würden Dinge mit dem Synthesizer gelingen, die man nie für möglich gehalten hätte. Ra to the Rescue mag schwer zu finden sein, aber es lohnt sich, danach zu suchen.